# Bojnurd (shahrestan)
Bojnurd (persiska: شهرستان بُجنورد, Shahrestan-e Bojnurd) är en shahrestan, delprovins, i Iran. Den ligger i provinsen Nordkhorasan, i den nordöstra delen av landet. Administrativt centrum är staden Bojnurd.
Delprovinsen hade 324 083 invånare 2016.